# Почашер
Почашер — деревня в Юсьвинском районе Пермского края. Расположена в 1 километре к югу от районного центра Юсьвы, входит в Юсьвинское сельское поселение

## История
Образовалась из деревень Шаламово, Кочево, Кузнецово, Почашор. Первое упоминание о деревне относится к 1711 году, как деревня Соликамского уезда в имении Г. Д. Строганова. Есть несколько вариантов происхождения названия: с коми-пермяцкого — поча — земля, шор — речка; упоминается как деревня по р. Чаре, то есть говоря по коми «по Чаре шор», но так как такое словосочетание неудобно для произношения перешло в «Почашор».

В 1928 году в деревне Почашер Боталовым Н. П.был образован колхоз (Почашорский колхоз, позднее им. Чапаева). В колхозе насчитывалось около 60 хозяйств.
В годы войны около 30 жители этой деревни ушли на фронт. Из них вернулись 15 человек.
Школа появилась в 1946 году, было выстроено новое здание.
| 2010 |
| ---- |
| 47   |

## Улицы
По состоянию на 2015 год в деревне есть только одна улица: Почашерская.